# 新座バイパス

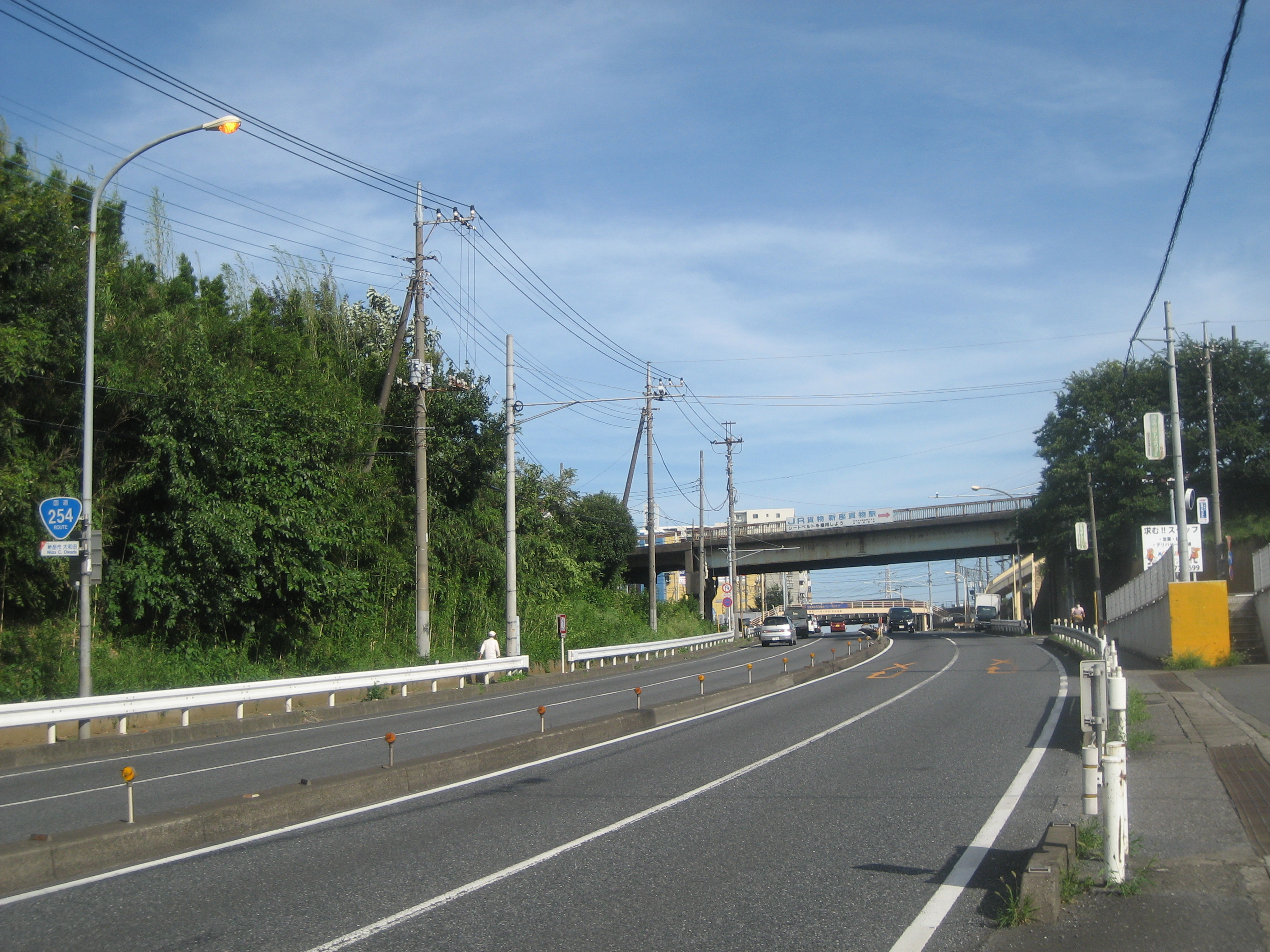
新座貨物ターミナル駅付近（2014年8月）

新座バイパス（にいざバイパス）は、国道254号（川越街道）のうち、埼玉県和光市の新東埼橋から同県新座市の英ICまでの名称である。

## 概要
旧国道254号である埼玉県道109号新座和光線（旧川越街道）に対するバイパス道路であり、この区間は埼玉県朝霞県土整備事務所の管轄である。
なお、国道254号は起点の文京区本郷三丁目交差点から東京都・埼玉県境までが指定区間である。朝霞市の税大研修所前交差点や新座市の野火止交差点など、4車線ではあるが交通量は大変多く慢性的に渋滞しており、さらなるバイパスとして和光富士見バイパスが建設中である。

## 通過市町村
- 埼玉県
  - 和光市 -  朝霞市 - 新座市

## 交差する主な道路
| 交差する道路                                     | 交差する道路                                               | 交差点名                         | 所在地 |
| ------------------------------------------------ | ---------------------------------------------------------- | -------------------------------- | ------ |
| 埼玉県道68号練馬川口線（笹目通り）               | 埼玉県道68号練馬川口線（笹目通り）                         | 和光陸橋                         | 和光市 |
| 埼玉県道88号和光インター線 東京外環自動車道      | 埼玉県道88号和光インター線 東京外環自動車道                | 理化学研究所西門                 | 和光市 |
| 埼玉県道108号東京朝霞線                          |                                                            | 税大研修所前                     | 朝霞市 |
|                                                  | 埼玉県道109号新座和光線（旧川越街道）                      | 朝霞警察署前                     | 朝霞市 |
|                                                  | 埼玉県道109号新座和光線 埼玉県道79号朝霞蕨線（旧川越街道） | 朝霞警察署前                     | 朝霞市 |
| 埼玉県道36号保谷志木線（片山県道）               | 埼玉県道36号保谷志木線（片山県道）                         | 榎ガード ※上り車線からの進入不可 | 新座市 |
| 埼玉県道40号さいたま東村山線（志木街道）         | 埼玉県道40号さいたま東村山線（志木街道）                   | 野火止                           | 新座市 |
|                                                  | 埼玉県道113号川越新座線                                    | 大和田                           | 新座市 |
|                                                  | 埼玉県道109号新座和光線（旧川越街道）                      | 英IC                             | 新座市 |
| 国道463号（浦和所沢バイパス）                    | 国道254号・国道463号（浦和所沢バイパス）                   | 英IC                             | 新座市 |
| 国道254号（川越街道） 三芳・富士見・ふじみ野方面 |                                                            |                                  |        |

## 交差する主な鉄道・河川
- 黒目川
- 東日本旅客鉄道武蔵野線（新座駅 - 東所沢駅間）

## 周辺の主な施設
- 国立病院機構埼玉病院
- 理化学研究所
- 本田技術研究所
- 和光市立第二中学校
- 和光市立広沢小学校
- 和光市役所
- 陸上自衛隊朝霞駐屯地
- 税務大学校関東信越研修所
- 埼玉県立朝霞高等学校
- 朝霞警察署
- ラウンドワン朝霞店
- ドイト朝霞店
- ロヂャース新座店
- ドン・キホーテ新座店
- 新座警察署
- ニトリ新座店
- 新座市立野火止小学校
- 新座貨物ターミナル駅
- 新座駅

## 接続するバイパスの位置関係
（東京方面）新座バイパス - 浦和所沢バイパス - 富士見川越バイパス（松本方面）